# Leptotarsus constrictus
Leptotarsus constrictus är en tvåvingeart som först beskrevs av Frederick Askew Skuse 1890.  Leptotarsus constrictus ingår i släktet Leptotarsus och familjen storharkrankar. Inga underarter finns listade i Catalogue of Life.